# Musicology
Musicology è il ventisettesimo album da studio di Prince, pubblicato il 20 aprile 2004. L'album ha raggiunto la Top 5 in molti paesi.

## Descrizione
Musicology è stato il primo album in cinque anni a non essere stato pubblicato sotto una grande etichetta (Sony Music), e, parzialmente registrato a Mississauga (Ontario), il primo a non essere stato prodotto a Minneapolis in molti anni.
È stato uno dei più grandi successi di Prince in circa dodici anni, raggiungendo la Top 5 in USA, nel Regno Unito, in Germania ed in molti altri paesi, e la Top 10 in Italia; ed anche la critica ha apprezzato molto il disco. Stranamente però la "title track" è stata commercializzata come singolo solamente in Australia, dove ebbe un discreto successo. Negli Stati Uniti, invece, la canzone è stata un vero e proprio successo rimanendo in testa alle classifiche R&B per molto tempo grazie alle radio.

### Premi
L'album è stato insignito del disco di platino dalla Billboard nel giugno 2004. Circa sei mesi più tardi, nel gennaio 2005, la stessa rivista consegnò il secondo platino.
Prince ha vinto con quest'album due Grammy Awards per la "miglior performance vocale dell'R&B tradizionale" (Musicology) e per la "migliore performance vocale maschile R&B" (Call My Name). Inoltre nominato come "miglior performance vocale maschile Pop" (Cinnamon Girl), "miglior canzone R&B" (Call My Name) e "miglior album R&B".

## Tracce
Tutte le canzoni sono state scritte da Prince.
1. Musicology - 4:26
2. Illusion, Coma, Pimp & Circumstance - 4:46
3. A Million Days - 3:50
4. Life 'O' the Party - 4:29
5. Call My Name - 5:15
6. Cinnamon Girl - 3:56
7. What Do U Want Me 2 Do? - 4:15
8. The Marrying Kind - 2:49
9. If Eye Was the Man in Ur Life - 3:09
10. On the Couch - 3:33
11. Dear Mr. Man - 4:14
12. Reflection - 3:04

## Curiosità
Nella canzone If Eye Was the Man in Ur Life e nel libretto allegato all'album, Prince sceglie di stampare la parola "Eye" con l'immagine di un occhio, come rappresentazione di se stesso.